# Theodor Sixt

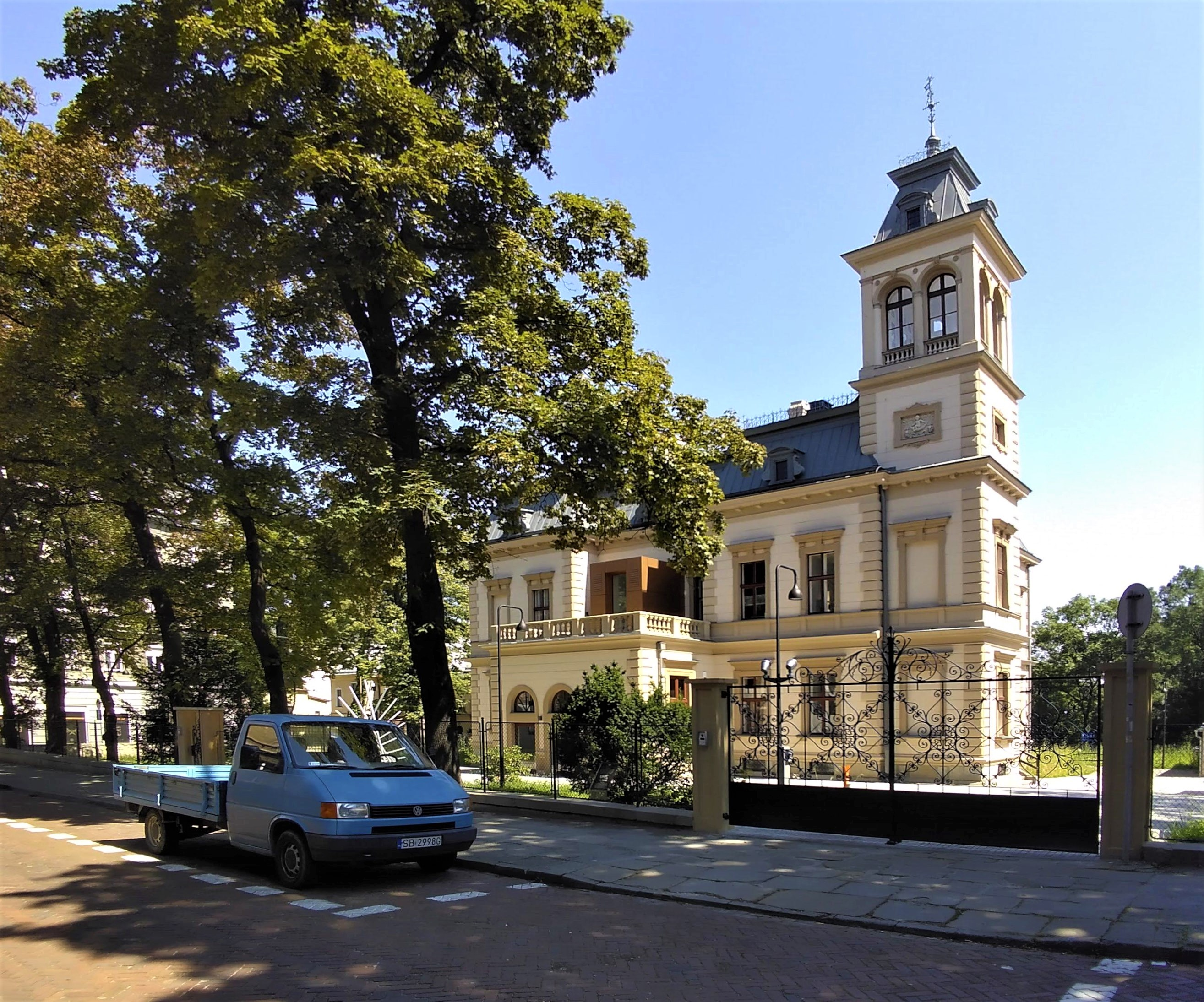
Theodor Sixts Villa

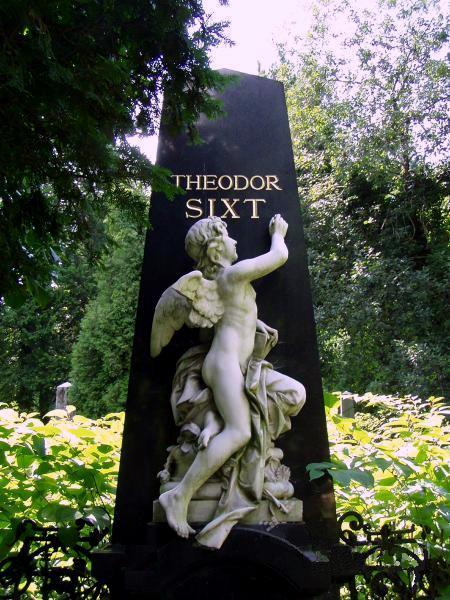
Theodor Sixts Grabmal

Theodor Sixt (* 14. März 1834 in Hechingen; † 4. Juni 1897 in Bielitz) war ein Unternehmer und einer der reichsten Bürger von Bielitz. 
Sein Vater Karl Sixt war Professor an einer Mittelschule.
Der junge Theodor siedelte in der Mitte des 19. Jahrhunderts in Mähren an. 1870, im Alter von 36 Jahren heiratete er dort in Příbor die 21-jährige Johanna Emilie Weich, Tochter einer reichen Bielitzer Familie. Nach der Hochzeit bezog Theodor eine vom Stadtarchitekten Karl Korn entworfene Villa in der damaligen Elisabethstraße (heute Mickiewicz-Straße).
Seine Ehefrau starb unerwartet 1887 nach 17 Jahren Ehe. Theodor Sixt heiratete 1889 erneut, und zwar die 26-jährige Anna Zipser, Tochter einer Fabrikantenfamilie.
Theodor Sixt beschäftigte sich mit verschiedenen gewinnbringenden Geschäften. In Lobnitz betrieb er eine Textilfärberei. Er war auf der Wiener Geldbörse tätig und kaufte Aktien der örtlichen Unternehmen an, nahm auch an der Weltausstellung in Wien 1873 teil. Angeblich war er auch im Waffenhandel tätig. Möglicherweise betrieb er auch Quartiere für Industriearbeiter außerhalb der Stadt, da sich die Arbeiter in der Stadt nicht ansiedeln durften. Er wurde Mitglied einer Freimaurerloge. 
Theodor Sixt blieb kinderlos und hatte keine Erben. Sein Vermögen verschrieb er wohltätigen Zwecken, vor allem der evangelischen Pfarrei und dem evangelischen Frauenverein. Seine Villa vermachte er der Stadt. Heute befindet sich dort das Rektorat der Technisch-Humanistischen Akademie.
Drei Jahre nach seinem Tod wurde eine Straße nach ihm benannt. 
Im November 2006 wurde vom Teatr Polski in Bielsko-Biała ein Theaterstück vom Bielitzer Journalisten Artur Pałyga „Testament Teodora Sixta“ inszeniert. 

## Weblink
- Beskidia.pl